# Ciwangi (Blubur Limbangan)
Ciwangi is een bestuurslaag in het regentschap Garut van de provincie West-Java, Indonesië. Ciwangi telt 6470 inwoners (volkstelling 2010).